# Коцонь
Коцонь (пол. Kocoń) — село в Польщі, у гміні Шлемень Живецького повіту Сілезького воєводства.
Населення — 697 осіб (2011).
У 1975-1998 роках село належало до Бельського воєводства.

## Демографія
Демографічна структура станом на 31 березня 2011 року:
|          | Загалом | Допрацездатний вік | Працездатний вік | Постпрацездатний вік |
| -------- | ------- | ------------------ | ---------------- | -------------------- |
| Чоловіки | 335     | 70                 | 221              | 44                   |
| Жінки    | 362     | 82                 | 200              | 80                   |
| Разом    | 697     | 152                | 421              | 124                  |